# Česká basketbalová liga 1994/1995
1. basketbalová liga 1994/1995 byla nejvyšší mužskou ligovou basketbalovou soutěží v České republice v ročníku 1994/1995. 
Konečné pořadí:
1. Bioveta COOP Banka Brno (mistr České republiky 1994/1995) - 2. Sokol Chán Vyšehrad - 3. USK Praha - 4. BK TONAK Nový Jičín (vítěz ČP) - 5. BC Sparta Praha - 6. BHC SKP Pardubice 7 - BK NH Ostrava - 8. BK ŽĎAS Žďár nad Sázavou - 9. SK Slavia Praha - 10. BK SČE Děčín - 11. BK Loko 91 Ustí n.L. (sestup do kvalifikace s druhým ve 2. lize) - 12. SK SEAT UP Olomouc (sestup z 1. ligy)

## Systém soutěže
V první části soutěže (září - prosinec 1994) všech 12 družstev dvoukolově každý s každým (zápasy doma - venku) odehrálo 22 zápasů. 
Ve druhé části soutěže (leden - březen 1994) se započítáním výsledků 1. části byla družstva rozdělena do skupiny A1 (o 1. až 6. místo) a do skupiny A2 (o 7. až 12. místo), družstva hrála ve skupině dvoukolově každý s každým (každé družstvo 10 utkání).
V Play-off hrálo 6 týmů ze skupiny A1 a dva nejlepší ze skupiny A2. Hrálo se na 3 vítězné zápasy.
Play-out hrála družstva na 9.-12. místě skupiny A2 dvoukolově každý s každým. Poražená družstva z 1. kola play-off vytvořila skupinu o 9. až 12. místo, každé z nich odehrálo 6 zápasů a poslední družstva sestoupilo do 2. ligy a přeposlední do kvvalifikace proti 2. v pořadí ve 2. lize basketbalu.

## Výsledky

### Tabulka po první části soutěže
| Poř. | Tým                      | Z  | V  | P  | Skóre     | Body |
| ---- | ------------------------ | -- | -- | -- | --------- | ---- |
| 1.   | Bioveta COOP Banka Brno  | 22 | 19 | 3  | 1979:1619 | 41   |
| 2.   | Sokol Chán Vyšehrad      | 22 | 19 | 3  | 2147:1649 | 41   |
| 3.   | USK Praha                | 22 | 18 | 4  | 1998:1661 | 40   |
| 4.   | BC Tonak Nový Jičín      | 22 | 17 | 5  | 1985:1691 | 39   |
| 5.   | BHC SKP Pardubice        | 22 | 11 | 11 | 1779:1714 | 33   |
| 6.   | BC Sparta Praha          | 22 | 11 | 11 | 1698:1674 | 33   |
| 7.   | BK SČE Děčín             | 22 | 10 | 12 | 1803:1955 | 32   |
| 8.   | BK NH Ostrava            | 22 | 9  | 13 | 1752:1834 | 31   |
| 9.   | BK Žďas Žďár nad Sázavou | 22 | 7  | 15 | 1672:1839 | 29   |
| 10.  | BK Slavia Praha          | 22 | 7  | 15 | 1863:1991 | 29   |
| 11.  | BKL 91 Ústí nad Labem    | 22 | 3  | 19 | 1503:1905 | 25   |
| 12.  | SK SEAT UP Olomouc       | 22 | 1  | 21 | 1559:2206 | 23   |

### Tabulka druhé části soutěže, skupina A1
| Poř. | Tým                     | Z  | V  | P  | Skóre     | Body |
| ---- | ----------------------- | -- | -- | -- | --------- | ---- |
| 1.   | Sokol Chán Vyšehrad     | 32 | 26 | 6  | 3003:2471 | 58   |
| 2.   | USK Praha               | 32 | 26 | 6  | 2830:2424 | 58   |
| 3.   | Bioveta COOP Banka Brno | 32 | 25 | 7  | 2831:2383 | 57   |
| 4.   | BC Tonak Nový Jičín     | 32 | 22 | 10 | 2771:2453 | 54   |
| 5.   | BC Sparta Praha         | 32 | 15 | 17 | 2452:2489 | 47   |
| 6.   | BHC SKP Pardubice       | 32 | 11 | 21 | 2554:2643 | 43   |

### Tabulka druhé části soutěže, skupina A2
| Poř. | Tým                      | Z  | V  | P  | Skóre     | Body |
| ---- | ------------------------ | -- | -- | -- | --------- | ---- |
| 7.   | BK NH Ostrava            | 32 | 17 | 15 | 2656:2614 | 49   |
| 8.   | BK Žďas Žďár nad Sázavou | 32 | 14 | 18 | 2527:2667 | 46   |
| 9.   | BK Slavia Praha          | 32 | 14 | 18 | 2818:2853 | 46   |
| 10.  | BK SČE Děčín             | 32 | 13 | 19 | 2685:2856 | 45   |
| 11.  | BKL 91 Ústí nad Labem    | 32 | 7  | 25 | 2285:2775 | 39   |
| 12.  | SK SEAT UP Olomouc       | 32 | 2  | 30 | 2276:3078 | 34   |

### Konečná tabulka skupina o 9. - 12. místo
| Poř. | Tým                   | Z  | V  | P  | Skóre     | Body |
| ---- | --------------------- | -- | -- | -- | --------- | ---- |
| 9.   | SK Slavia Praha IPS   | 38 | 19 | 19 | 3299:3318 | 57   |
| 10.  | BK SČE Děčín          | 38 | 15 | 23 | 3293:3440 | 53   |
| 11.  | BKL 91 Ústí nad Labem | 38 | 11 | 27 | 2826:3295 | 49   |
| 12.  | SK SEAT UP Olomouc    | 38 | 3  | 35 | 2752:3649 | 41   |

## Play-off
Hrálo se na tři vítězná utkání. 

### čtvrtfinále
- (1.) Bioveta COOP Banka Brno - (8.) BHC SKP Pardubice 3:0 (108:81	76:74	100:79)
- (2.) Sokol Chán Vyšehrad -  (7.) BK Žďas Žďár nad Sázavou 3:1 (97:71	102:107	102:81	92:71)
- (3.) USK Praha - (6.) BK NH Ostrava 3:1 (74:56	84:101	103:70	87:66)
- (4.) BC Tonak Nový Jičín - (5.) BC Sparta Praha 3:2 (95:74	78:82	64:57	72:66	64:57)

### semifinále
- Sokol Chán Vyšehrad - BC Tonak Nový Jičín 3:1 (79:69	72:92	91:85	94:86)
- Bioveta COOP Banka Brno - USK Praha 3:1 (75:71 82:72 71:85 81:78)

### zápas o 7. místo
- BK NH Ostrava - BK Žďas Žďár nad Sázavou 1:0 (78:78 76:72)

### zápas o 5. místo
- BC Sparta Praha -	BHC SKP Pardubice 3:2 (85:70 88:84	74:101 49:80 80:74)

### zápas o 3. místo
- USK Praha - BC Tonak Nový Jičín 3:0 (89:88	83:75	83:75)

### Finále
- Bioveta COOP Banka Brno - Sokol Chán Vyšehrad 3:1 (73:83	74:64	93:79	80:73)